# جان فيشر (دراج)
جان فيشر (بالفرنسية: Jean-Baptiste Fischer)‏ هو دراج فرنسي، ولد في 17 مارس 1867 في Brunstatt ‏ في فرنسا، وتوفي في 13 مارس 1935 في كاشان الفرنسية في فرنسا.

## وصلات خارجية
- جان باتيست فيشر على موقع أرشيف الدراجات (الإنجليزية)
- جان باتيست فيشر على موقع إحصائيات الدراجات الإحترافية (الإنجليزية)
- جان باتيست فيشر على موقع CycleBase (الإنجليزية)